# مردان بزرگ (فیلم)
مردان بزرگ (به انگلیسی: Big Men) یک فیلم مستند محصول سال ۲۰۱۴ به تهیه کنندگی، نویسندگی و کارگردانی راشل بونتون است. این فیلم به صنعت نفت، فرایند توسعهٔ یک محدودهٔ نفتی در غرب آفریقا، و تناقض فراوانی می‌پردازد. این فیلم در ۱۴ مارس ۲۰۱۴ با استقبال منتقدان منتشر شد.

## تولید
فیلمبرداری این فیلم بین سالهای ۲۰۰۷ و ۲۰۱۱ در غنا و نیجریه انجام شده‌است.